# Chris Nicholson
Christopher John "Chris" Nicholson (nascido em 16 de março de 1967) é um esportista neozelandês que já representou seu país em ambos os Jogos Olímpicos de Inverno como patinador de velocidade e nos Jogos Olímpicos de Verão como ciclista.